# 巽南
巽南（たつみみなみ）は、大阪府大阪市生野区にある町名。現行行政地名は巽南一丁目から巽南五丁目。

## 地理
生野区の南部に位置し、北西に田島、北の西側に巽西、東側に巽中、南西に東住吉区、他は平野区と接している。

## 世帯数と人口
2019年（平成31年）3月31日現在の世帯数と人口は以下の通りである。
| 丁目       | 世帯数    | 人口    |
| ---------- | --------- | ------- |
| 巽南一丁目 | 809世帯   | 1,680人 |
| 巽南二丁目 | 559世帯   | 1,000人 |
| 巽南三丁目 | 1,422世帯 | 2,558人 |
| 巽南四丁目 | 231世帯   | 504人   |
| 巽南五丁目 | 1,083世帯 | 2,038人 |
| 計         | 4,104世帯 | 7,780人 |

### 人口の変遷
国勢調査による人口の推移。
| 1995年（平成7年）  | 8,052人 | [ 5 ] |  |
| 2000年（平成12年） | 8,162人 | [ 6 ] |  |
| 2005年（平成17年） | 7,995人 | [ 7 ] |  |
| 2010年（平成22年） | 7,985人 | [ 8 ] |  |
| 2015年（平成27年） | 7,669人 | [ 9 ] |  |

### 世帯数の変遷
国勢調査による世帯数の推移。
| 1995年（平成7年）  | 3,043世帯 | [ 5 ] |  |
| 2000年（平成12年） | 3,211世帯 | [ 6 ] |  |
| 2005年（平成17年） | 3,215世帯 | [ 7 ] |  |
| 2010年（平成22年） | 3,408世帯 | [ 8 ] |  |
| 2015年（平成27年） | 3,456世帯 | [ 9 ] |  |

## 事業所
2016年（平成28年）現在の経済センサス調査による事業所数と従業員数は以下の通りである。
| 丁目       | 事業所数  | 従業員数 |
| ---------- | --------- | -------- |
| 巽南一丁目 | 81事業所  | 347人    |
| 巽南二丁目 | 74事業所  | 748人    |
| 巽南三丁目 | 111事業所 | 1,225人  |
| 巽南四丁目 | 48事業所  | 450人    |
| 巽南五丁目 | 137事業所 | 1,210人  |
| 計         | 451事業所 | 3,980人  |

## 交通
- 国道479号
- 大阪府道159号平野守口線

## 施設
- 大阪市立新巽中学校
- 大阪市立巽南小学校
- 巽神社
- 生野警察署 巽南交番
- 生野巽郵便局

## その他

### 日本郵便
- 〒544-0015[3]（集配局：生野郵便局[11]）